# Kopf von Corleck

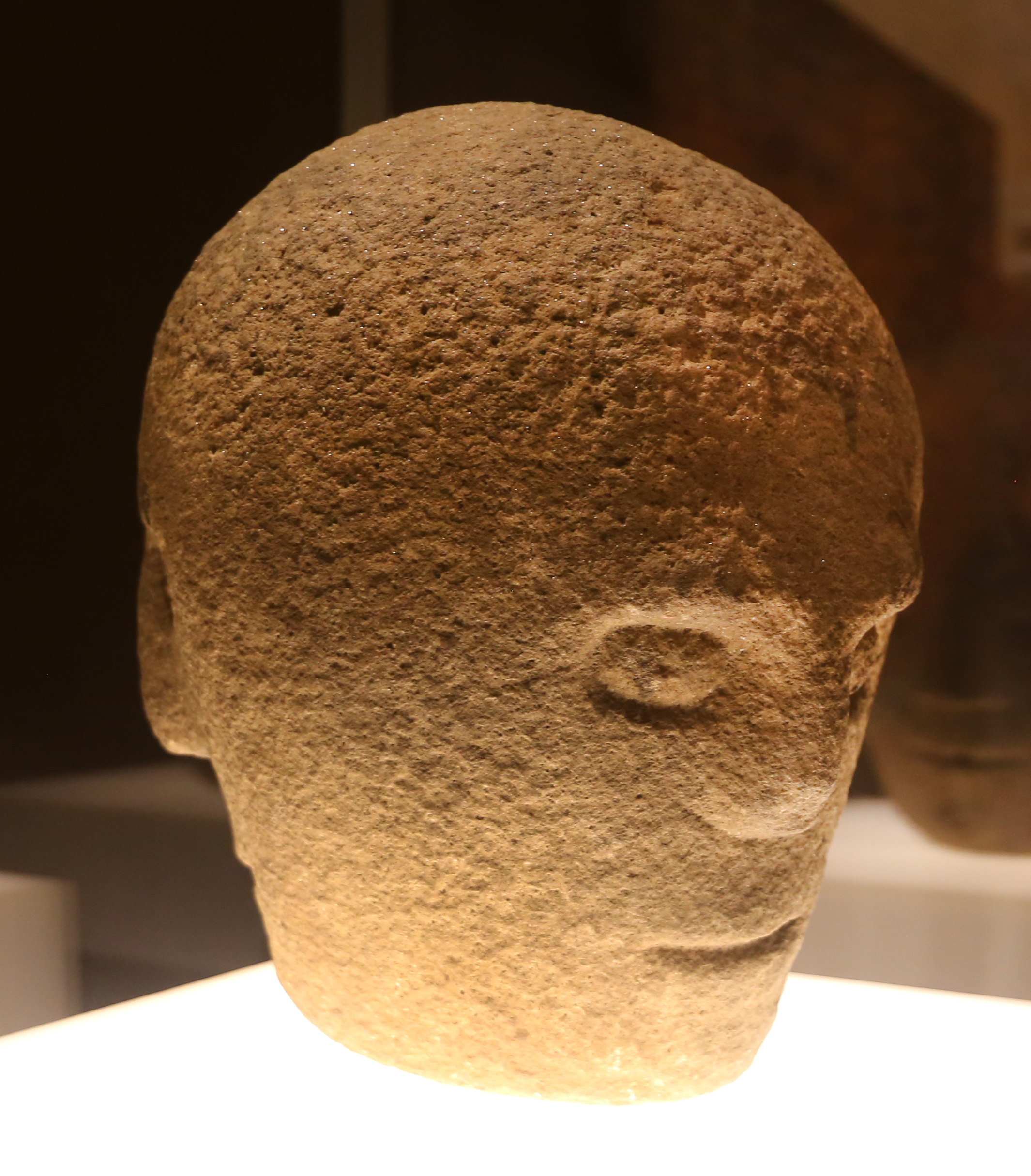
Kopf von Corleck

Der dreigesichtige Kopf von Corleck (englisch Tricephalos) ist ein steinernes Idol der irischen Eisenzeit (1. oder 2. Jahrhundert n. Chr.) im National Museum of Ireland. Er wurde etwa im Jahr 1855 im Townland Corleck (irisch Corr Leice) im County Cavan gefunden und von dem irischen Amateurhistoriker Thomas J. Barron erstmals publiziert.

## Beschreibung
Die drei Gesichter des etwa 33 cm hohen und 22,5 cm breiten Steinkopfes sind abstrakt; die engstehenden Augen, die lange Nase und der dünne Strich für den Mund sind stilisiert. Der Kopf hat ein Loch an der Unterseite, was ein Hinweis darauf ist, dass er auf einer Stange platziert wurde. Dies steht im Einklang mit dem keltischen Kopfkult, wobei eingesichtige Kopfskulpturen wie der Kopf von Claudy im County Londonderry oder der 2014 gefundene Kopf von Llandysul in Wales weitaus häufiger sind.
Obwohl der Kopf von Corleck drei verschiedene Gesichter der gleichen Größe hat, unterscheiden sich andere Köpfe der gleichen Gattung in dieser Hinsicht. Ein Tricephalos aus etwa der gleichen Zeit von La Pouquelaie auf Guernsey hat nicht nur drei Gesichter, sondern drei an der Rückseite und Seiten miteinander verbundene Köpfe. Ein Beispiel aus Irland hat zwei größere Gesichter und ein kleineres auf der linken Seite eines der anderen. Ungewöhnliche Merkmale wie ein einziges gemeinsames Ohr oder Schlitze, die Tierohren aufnehmen konnten, sind oft Teil der Gestaltung dieser Artefakte. Die Gesichter sind in der Regel männlich und haben manchmal sogar Schnurrbärte (Corraghy Kopf). Innerhalb der Gattung der eisenzeitlichen keltischen Skulpturenköpfe (sowohl Einzel- als auch Mehrfachköpfe) gibt es aber auch Beispiele für weibliche Köpfe. Der Towcester-Kopf (in Dumfriesshire) kann eine Darstellung der Brigid sein und deutet an, dass auch weibliche Köpfe, wenn auch weniger häufig, verwendet wurden.
Das Irische Nationalmuseum kam bei seinen Untersuchungen zu dem Schluss, dass die Figur mit einem Schrein auf dem Drumeague Hill verbunden war. In der Nähe liegt der Corleck Hill, wo zwischen 1832 und 1900 ein Passage Tomb, umgeben von einem Steinkreis und einem runden Wall von etwa 70 Meter Durchmesser, zerstört wurde. Der Ort war das Zentrum eines wichtigen Lughnasa-Festes. Diese keltische Tradition überlebte bis in die moderne Zeit. Andere keltische Steinköpfe wurden in Corravilla und in der Nähe von Cavan Town gefunden. Weiter nördlich bei Emain Macha gibt es eine andere Gruppe eisenzeitlicher Steinmetzarbeiten. Emain Macha war die wichtigste politische und rituelle Stelle im alten Ulster. Wahrscheinlich war der Kopf mit einem in der Nähe ausgeübten Kult verbunden.